# Холм Матиевича
Холм Матиевича (англ. Matijevic Hill) — марсианский холм, находящийся на западном крае кратера Индевор. Примерные координаты центра — 2°13′45″ ю. ш. 354°38′58″ в. д. / 2,22923° ю. ш. 354,64932° в. д.. Структура была обнаружена марсоходом Оппортьюнити, и 29 сентября 2012 года получила неофициальное название. Оно дано в память Джейкоба Матиевича (1947—2012) — инженера, работавшего над всеми марсоходами НАСА.
Изучение холма Матиевича марсоходом Оппортьюнити началось в октябре 2012 года и закончилось в мае 2013 года. В связи с тем, что на нём находится много обнажений пород, было принято решение обойти его по кругу, изучая каждый камень, чтобы составить наиболее подробную геологическую картину места. Так, изучение обнажения «Кирвуд» показало большую концентрацию мелких сферических шариков. Наблюдения за местом орбитальным аппаратом MRO показало, что на холме присутствуют глинистые минералы.
14 мая 2013 года Оппортьюнити завершил изучение холма Матиевича и отправился в путешествие (длиной 2,2 км) к своей следующей научной цели — холму «Соландер», где планируется провести шестую по счёту марсианскую зиму.